# Delia pseudextensa
Delia pseudextensa är en tvåvingeart som beskrevs av Griffiths 1992. Delia pseudextensa ingår i släktet Delia och familjen blomsterflugor.
Artens utbredningsområde är British Columbia. Inga underarter finns listade i Catalogue of Life.